# Andante et scherzo pour flûte et piano
Andante et scherzo pour flûte et piano is een compositie van Albert Roussel. Het bleek het laatste werk van deze Franse componist dat gewijd werd aan de fluit als solo-instrument. Het is opgedragen aan Georges Barrère, een destijds beroemde fluitist. Hij was het ook die het werk als eerste speelde, met Roussel achter de piano op 17 december 1934.
De titel wijst op een tweedelig werk, maar het is een eendelig werk dat in twee tempi uiteen valt, het andante en een scherzo in allegro con spirito.  